# Hans Stoiber
Hans Helmut Stoiber (ur. 11 października 1918 w Zell am See, zm. 10 stycznia 2015 w Salzburgu) – austriacki poeta i prawnik, brązowy medalista Olimpijskiego Konkursu Sztuki i Literatury 1936.
Dorastał w miejscowości Raab. Jako gimnazjalista napisał sonet pt. „Der Diskus”, za który został wyróżniony brązowym medalem podczas Olimpijskiego Konkursu Sztuki i Literatury 1936. Wiersz opublikowany został w oficjalnej gazecie igrzysk olimpijskich w Berlinie (Olympia Zeitung). Pracował nad zachowaniem i rozpowszechnianiem dialektu charakterystycznego dla regionu Innviertel.
Po igrzyskach w Berlinie podjął studia prawnicze, które ukończył w 1941 roku. Po wojnie był sędzią i prokuratorem w Salzburgu, i prawnikiem w Linzu. Specjalizował się w prawie karnym, lecz przez większość życia zajmował się prawem ochrony przyrody. Interesował się biologią i botaniką, w 1953 roku został członkiem Towarzystwa Ochrony Przyrody. Był założycielem Biura Ochrony Przyrody w Linzu (1964) i stałym doradcą komisji Parku Narodowego Wysokich Taurów (jeden z inicjatorów utworzenia tegoż parku). Członek Światowej Komisji IUCN ds. Obszarów Chronionych. Autor przewodników o roślinach i wędrówkach pieszych. Za swoje zasługi na rzecz ochrony przyrody został odznaczony medalem Alfreda Toepfera (1995), a także złotą odznaką honorową przez Naturschutzbund Salzburg (2002).